# Amber Borycki
Amber Borycki, née le 6 juin 1983 à Vancouver, dans la province de la Colombie-Britannique, est une actrice canadienne.

## Filmographie

### Cinéma
- 1984 : Runaway : L'Évadé du futur : Baby
- 2005 : Dark Room : Christy
- 2005 : A Perfect Note : Diana
- 2006 : Bloody Mary : Tabitha
- 2006 : Scary Movie 4 de David Zucker : une danseuse
- 2006 : John Tucker doit mourir : Jennifer
- 2008 : La Terreur du Loch Ness (Beyond Loch Ness) : Zoe
- 2008 : La Porte dans le noir : Courtney jeune
- 2008 : Shred : Tracy
- 2009 : Revenge of the Boarding School Dropouts : Tracy
- 2011 : Wannabe Macks : Sara
- 2011 : Pizza Man : Susan

### Télévision
- 2003 : The Stranger Beside Me : une jeune fille
- 2003 : Dead Zone : Elle
- 2005 : Supernatural : Sophie Carlton
- 2006 : Killer Instinct : Justine
- 2006 : Kyle XY : Jessica Birch
- 2006 : Whistler : Kristina Brody
- 2006 : Eureka : Cybernetic Fairy
- 2007 : Blood Ties : Cassie
- 2007 : Aliens in America : Jill Mélanie
- 2007 : About a Girl : Felicia / Angela
- 2008 : Psych : Enquêteur malgré lui : Berlinda
- 2008 : The L Word (2 épisodes) : Marci / Donna
- 2009 : Harper's Island : Beth Barrington (9 épisodes)
- 2009 : The Big Bang Theory : Robyn
- 2010 : Pretty Little Liars : Meredith Gates (5 épisodes)